# نوح السعداوی
نوح السعداوی (انگلیسی: Noah Sadaoui؛ زادهٔ ۱۴ سپتامبر ۱۹۹۳) بازیکن فوتبال اهل مراکش است.
از باشگاه‌هایی که در آن بازی کرده‌است می‌توان به باشگاه فوتبال الرجا، باشگاه فوتبال گوآ، باشگاه فوتبال هاپوئل کفار سابا، باشگاه فوتبال آژاکس کیپ‌تاون، باشگاه فوتبال ارتش سلطنتی مراکش، باشگاه فوتبال مولودیه وجده، باشگاه فوتبال مکابی حیفا، و باشگاه فوتبال انپی اشاره کرد.
وی همچنین در تیم ملی فوتبال مراکش بازی کرده‌است.